# Saint-Chaffrey
Saint-Chaffrey é uma comuna francesa na região administrativa da Provença-Alpes-Costa Azul, no departamento de Altos-Alpes. Estende-se por uma área de 25,88 km². Em 2010 a comuna tinha 1 613 habitantes (densidade: 62,3 hab./km²).